# Azolla
Azolla é um género de fetos aquáticos pertencente à família Salviniaceae. A sua forma é muito reduzida e são muito especializados, não se parecendo com fetos convencionais, assemelhando-se mais a alguns musgos. Pertence ao antigo filo das pteridofitas.
A autoridade científica do género é Lam., tendo sido descrito em Encyclopédie Méthodique, Botanique 1(1): 343. 1783.

## Espécies
O género tem 21 espécies descritas das quais 7 são aceites:		
- Azolla caroliniana Willd.
- Azolla cristata Kaulf.
- Azolla filiculoides Lam.
- Azolla imbricata (Roxb. ex Griff.) Nakai
- Azolla japonica Franch. & Sav.
- Azolla mexicana C. Presl
- Azolla microphylla Kaulf.
- Azolla nilotica Decne. ex Mett.
- Azolla pinnata R. Br.
- Azolla rubra R.Br.

Conhecem-se pelo menos 6 espécies do registo fóssil:
- Azolla intertrappea Sahni & H.S. Rao, 1934[3]
- Azolla berryi Brown, 1934[3]
- Azolla prisca Chandler & Reid, 1926[3]
- Azolla tertiaria Berry, 1927[3]
- Azolla primaeva (Penhallow) Arnold, 1955[3]
- Azolla boliviensis Vajda & McLoughlin, 2005[4]